# Joaquim Ferrer
Joaquim "Quim" Ferrer i Sala, conocido como Ferrer (Bañolas, Gerona, España; 6 de febrero de 1960), es un ex-futbolista español. Fue portero del Real Murcia en la Primera División de España y ganó en dos ocasiones el Trofeo Zamora de Segunda División.
Tras su retirada ha trabajado como entrenador asistente en varios equipos. Actualmente es regidor de Deportes en el Ayuntamiento de Figueras.

## Trayectoria
Se inició en las categorías inferiores del equipo de su pueblo, el CD Banyoles. En 1978 ingresó en los juveniles del FC Barcelona, aunque esa misma temporada ya dio el salto al filial. Defendió dos campañas la portería del Barcelona Atlètic en Segunda División B y el curso 1980/81 fue cedido al RCD Mallorca, al estar realizando el servicio militar en las islas. En el equipo balear, se erigió en uno de los puntales para lograr el ascenso a Segunda División.
La siguiente campaña, la 1981/82, regresó al Barcelona Atlètic, donde, por segundo año consecutivo, consiguió el ascenso a Segunda División. Tras un año como titular en la meta del filial en la categoría de plata, el verano de 1983 le llegó la oportunidad de dar el salto a Primera División, con una cesión al Real Murcia. Sin embargo, una lesión durante la pretemporada fue aprovechada por su compañero Manuel Cervantes, que con sus buenas actuaciones logró convertirse en titular indiscutible.
Aunque pasó la temporada 1983/84 en blanco, el club murciano renovó un año más la cesión del guardameta gerundense.
 El 1 de noviembre de 1984 le llegó por fin la oportunidad de debutar en Primera División, reemplazando a Cervantes, lesionado, durante un partido contra la Real Sociedad. No fue, sin embargo, un estreno afortunado para Ferrer, que encajó tres goles del 0-4 final.
Ferrer no pudo aprovechar la ausencia de Cervantes para asentarse en la titularidad, porque tan solo tres semanas después de su debut, durante la disputa de un partido ante el Sevilla FC, tuvo que retirarse del terreno de juego tras ser alcanzado en la pierna por un objeto arrojado desde las gradas. Estos cuatro partidos fueron los únicos que Ferrer disputó en la máxima categoría, ya que la temporada terminó con el descenso del Murcia a Segunda División.
La campaña 1985/86 afrontó su tercera temporada como cedido en el Real Murcia. Tras la marcha de Cervantes, el técnico Vicente Carlos Campillo decidió darle la titularidad y Ferrer respondió ganando el Trofeo Zamora como guardameta menos goleado del campeonato. Con su imbatilidad, contribuyó a que ese año su equipo se proclamase campeón de Segunda División, recuperando la categoría perdida un año antes.
A pesar del ascenso, y tras no alcanzar a un acuerdo económico con el Real Murcia, en junio de 1986 decidió incorporarse a la UE Figueres, donde jugó las siguientes once campañas, hasta su retirada. Fue titular hasta que una lesión, el verano de 1991, le relegó al banquillo, ocupando su puesto el entonces joven Toni Jiménez.
Durante su estancia en Figueras, Ferrer logró nuevamente el Trofeo Zamora en 1988, vivió la histórica promoción de ascenso a Primera División, disputada en 1992, y el descenso a Segunda División B, un año más tarde. 
El 22 de agosto de 1997 jugó los últimos minutos de su carrera, en un partido de homenaje entre la UE Figueres y el RCD Español. A partir de ese momento, saltó al banquillo como segundo entrenador de los ampurdaneses.
Fue entrenador de porteros del Girona FC la temporada 2008/09 en Segunda División, aunque abandonó el cargo antes de finalizar el curso, tras ser cesado el técnico Raúl Agné.
También ha sido concejal de deportes en el Ayuntamiento de Figueras, por Convergència i Unió.

## Clubes
| Club                 | País   | Año       |
| -------------------- | ------ | --------- |
| FC Barcelona Atlètic | España | 1979-1980 |
| RCD Mallorca         | España | 1980-1981 |
| FC Barcelona Atlètic | España | 1981-1983 |
| Real Murcia          | España | 1983-1986 |
| UE Figueres          | España | 1986-1997 |

## Palmarés

### Campeonatos nacionales
| Título                     | Club                 | País   | Año  |
| -------------------------- | -------------------- | ------ | ---- |
| Liga de Segunda División B | RCD Mallorca         | España | 1981 |
| Liga de Segunda División B | FC Barcelona Atlètic | España | 1982 |
| Liga de Segunda División   | Real Murcia          | España | 1986 |

### Distinciones individuales
| Distinción                        | Año  |
| --------------------------------- | ---- |
| Trofeo Zamora de Segunda División | 1986 |
| Trofeo Zamora de Segunda División | 1988 |